# Saint-Bénézet
Saint-Bénézet là một xã ở tỉnh Gard. Xã này có diện tích 6,3 km², dân số năm 1999 là 222 người. Khu vực này có độ cao trung bình 98 mét trên mực nước biển.